# Kouloúra (ort i Grekland, Mellersta Makedonien)
Kouloúra är en ort i Grekland.   Den ligger i prefekturen Nomós Imathías och regionen Mellersta Makedonien, i den norra delen av landet, 300 km norr om huvudstaden Aten. Kouloúra ligger 21 meter över havet och antalet invånare är 1 156.
Terrängen runt Kouloúra är platt norrut, men söderut är den kuperad. Terrängen runt Kouloúra sluttar norrut. Runt Kouloúra är det glesbefolkat, med 17 invånare per kvadratkilometer. Närmaste större samhälle är Véroia, 10,0 km väster om Kouloúra. I omgivningarna runt Kouloúra växer i huvudsak blandskog.